# ماريوس لايل
ماريوس لايل (بالإنجليزية: Marius Lyle)‏ (10 يوليو 1872 - 14 يوليو 1964)؛ قاصة، كاتِبة قصص قصيرة وروائية بريطانية.